# Blythia
Blythia – rodzaj węży z podrodziny zaskrońcowatych (Natricinae) w obrębie rodziny połozowatych (Colubridae).

## Rozmieszczenie geograficzne
Rodzaj obejmuje gatunki występujące w Indiach, Bhutanie, Bangladeszu i Mjanmie. 

## Systematyka
Rodzaj zdefiniował w 1868 roku brytyjski botanik i zoolog William Theobald w publikacji własnego autorstwa zatytułowanej Katalog gadów w Muzeum Towarzystwa Azjatyckiego w Bengalu. Gatunkiem typowym jest (oznaczenie monotypowe) B. reticulata.

### Etymologia
- Blythia: Edward Blyth (1810–1873), angielski zoolog, kustosz Muzeum Towarzystwa Azjatyckiego w Kolkacie w latach 1841–1862, kolekcjoner[5].
- Aproaspidops: gr. przyrostek negatywny α- a-[6]; προ pro ‘blisko, w pobliżu’[7]; ασπις aspis, ασπιδος aspidos ‘tarcza’[8]; ωψ ōps, ωπος ōpos ‘wygląd, oblicze’[9]. Gatunek typowy (oznaczenie monotypowe): Aproaspidops antecursorum Annandale, 1912 (= Calamaria reticulata Blyth, 1854).

### Podział systematyczny
Do rodzaju należą następujące gatunki: 
- Blythia hmuifang Vogel, Lalremsanga & Vanlalhrima, 2017
- Blythia reticulata (Blyth, 1855)